# Малес, Дариан
Дариан Малеш (нем. Darian Maleš; род. 3 мая 2001, Люцерн, Швейцария) — швейцарский футболист, нападающий клуба «Интер», на правах аренды выступающий за «Базель».

## Клубная карьера
Дариан Малеш дебютировал в профессиональном футболе 26 сентября 2019 года за Люцерн в матче против Ксамакса.
16 сентября 2020 года Малеш подписал 5-летний контракт с итальянским клубом Интер. Через 9 дней на правах аренды перешел в Дженоа, за которую он провел всего 1 игру. 
15 февраля 2021 года Базель арендовал Малеша до конца сезона 2021/22. 9 июля 2021 года Базель вновь арендовал игрока на 2 года.

## Международная карьера
Дариан Малеш дебютировал за молодёжную сборную Швейцарии 30 мая 2021 года в товарищеской игре против молодежной сборной Ирландии.